# Jette van der Meij

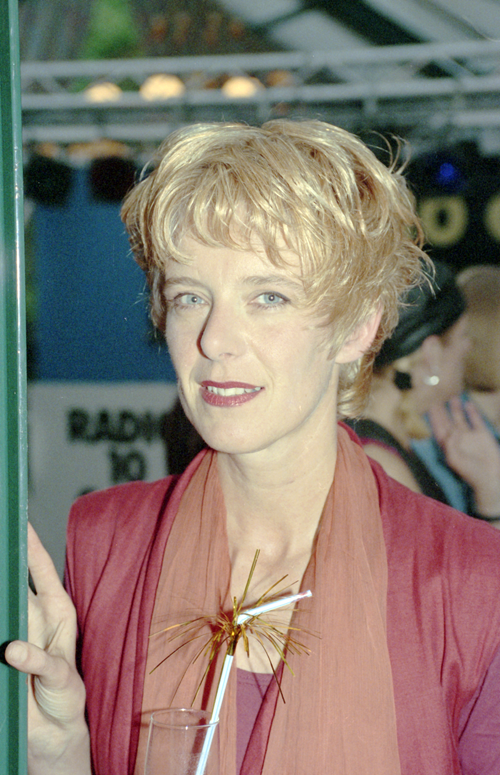
Jette van der Meij (1994)

Jette van der Meij, eigentlich Henriëtte Theodore van der Meij (* 24. September 1954 in Oosterbeek, Gemeinde Renkum) ist eine niederländische Schauspielerin.

## Leben
Nachdem sie am Amsterdamer Konservatorium zwei Jahre lang Gesang studiert hatte, wechselte sie an die Akademie für Kleinkunst, um das Theaterspiel zu lernen. Dort traf sie auf den Drehbuchautor und Regisseur Ad de Bont, der ihr dabei half, einen eigenen Stil zu entwickeln. Dies führte zur Musiktheaterproduktion Het Ritueel („Das Ritual“), für das sie den Creativiteitsprijs („Kreativitätspreis“) erhielt.
Neben der Schauspielerei ist Jette van der Meij auch Sängerin. Sie sang insbesondere Jazz. Außerdem tanzte sie in der Oper De Materie („Die Materie“) von Louis Andriessen unter der Regie von Robert Wilson.
1988 gewann sie einen geteilten zweiten Preis beim Festival Le Grand Prix du Theatre. Sie spielte in dem Film Honneponnetje von Ruud van Hemert eine Taxifahrerin und sang in der von ihr zusammen mit Peggy Larson und Astrid Seriese gegründeten Band De Melodiewaps.
Mit ihrer eigenen Musiktheaterproduktion Kripuur gewann sie den Top-Naeff-Preis für das meistversprechende Graduierungsprojekt. Die Jury traf die Entscheidung aufgrund ihrer eigenwilligen Art, Gesang, Musik und Theater miteinander zu verbinden.
Im Oktober 2005 äußerte sie anlässlich der 2000. Episode von Goede tijden, slechte tijden den Wunsch, dass ihre Rolle Laura Selmhorst wieder heiraten und im Gegensatz zu ihrer ersten Hochzeit eine aufwendige Feier mit einem langen Brautzug haben und ein langes rotes Kleid tragen solle.